# Приключения в Палм-Бич
«Приключения в Палм-Бич» (англ. The Palm Beach Story) — кинофильм режиссёра Престона Стёрджеса, вышедший на экраны в 1942 году. Главные роли в картине исполнили Клодетт Кольбер, Джоэл Маккри, Мэри Астор и Руди Валле. Работа последнего была отмечена премией Национального совета кинокритиков США. В 2000 году лента была помещена на 77-е место в списке 100 самых смешных американских фильмов за 100 лет по версии AFI.

## Сюжет
После пяти лет брака Джерри хочет развестись со своим мужем Томом — неудачливым изобретателем, который никак не может найти деньги на свои проекты. Джерри считает, что она только тянет супруга вниз, мешая ему развернуться, и что она сможет прожить самостоятельно благодаря своим женским уловкам. Том не хочет её отпускать, однако та сбегает от него и садится на поезд до Палм-Бич. Джерри оказывается в одном вагоне с членами охотничьего клуба, кутёж которых постепенно перерастает в беспорядочную стрельбу. Скрываясь от них, девушка оказывается в другом вагоне без одежды и денег. Помочь ей берётся случайный попутчик, который оказывается миллионером Хакенсакером и который на одной из станций покупает ей кучу вещей. Далее они плывут на яхте, подобрав по пути сестру Хакенсакера — принцессу Сентимилию. Миллионер всё больше проникается симпатией к Джерри и даже начинает планировать их брак. В Палм-Бич, однако, к ним присоединяется Том, который примчался сюда, чтобы вернуть жену, и которого та выдаёт за своего брата...

## В ролях
- Клодетт Кольбер — Джерри Джефферс
- Джоэл Маккри — Том Джефферс
- Мэри Астор — принцесса Сентимилия
- Руди Валле — Дж. Д. Хакенсакер III
- Зиг Арно — Тото
- Роберт Уорик — мистер Хинч
- Артур Стюарт Халл — мистер Осмонд
- Торбен Майер — доктор Клак
- Джимми Конлин — мистер Асвельд
- Виктор Потел — мистер Маккиви
- Уильям Демарест — член охотничьего клуба
- Роберт Грейг — член охотничьего клуба
- Дьюи Робинсон — член охотничьего клуба
- Честер Конклин — член охотничьего клуба
- Роберт Дадли — Вини Кинг
- Эстер Говард — жена Вини Кинга
- Франклин Пэнгборн — домоправитель
- Артур Хойт — проводник в поезде
- Фред Тунс — Джордж, бармен
- Джозеф Фаррелл Макдональд — офицер О'Доннелл